# 全通濾波器
全通濾波器（英語：All-pass filter）是一種信號處理濾波器，其通過之信號增益響應在各頻率下皆相同，而相位響應則隨不同頻率有異。大多數的濾波器會使通過的信號之振幅在某些特定的頻帶減弱，而全通濾波器則使全頻域的信號在振幅不變的情況下通過。

## 應用
在電子音樂中，「相位效果器」即是將數個全通濾波器連接在一起，並把通過濾波器的音樂信號和原始信號混合輸出的一種特效生成工具。其實際作法是將相位偏移設為頻率之函數，而在一般情況下，一個全通濾波器的特性可由其相位差響應跨越90°的頻率值描述之（亦即當輸入與輸出信號間恰好存在四分之一倍波長之延遲的頻率）。
一般而言，全通濾波器可用於補償系統中出現非預期的相位偏移，或是與未經偏移的原始信號混合以實作一個凹口梳狀濾波器。
它們也可用於將混合相位濾波器轉換為最小相位濾波器，或是將不穩定濾波器轉換為穩定濾波器，且轉換前後之增益響應相同。

## 實作方法

### 類比主動元件法[1]

#### 低通濾波器實作

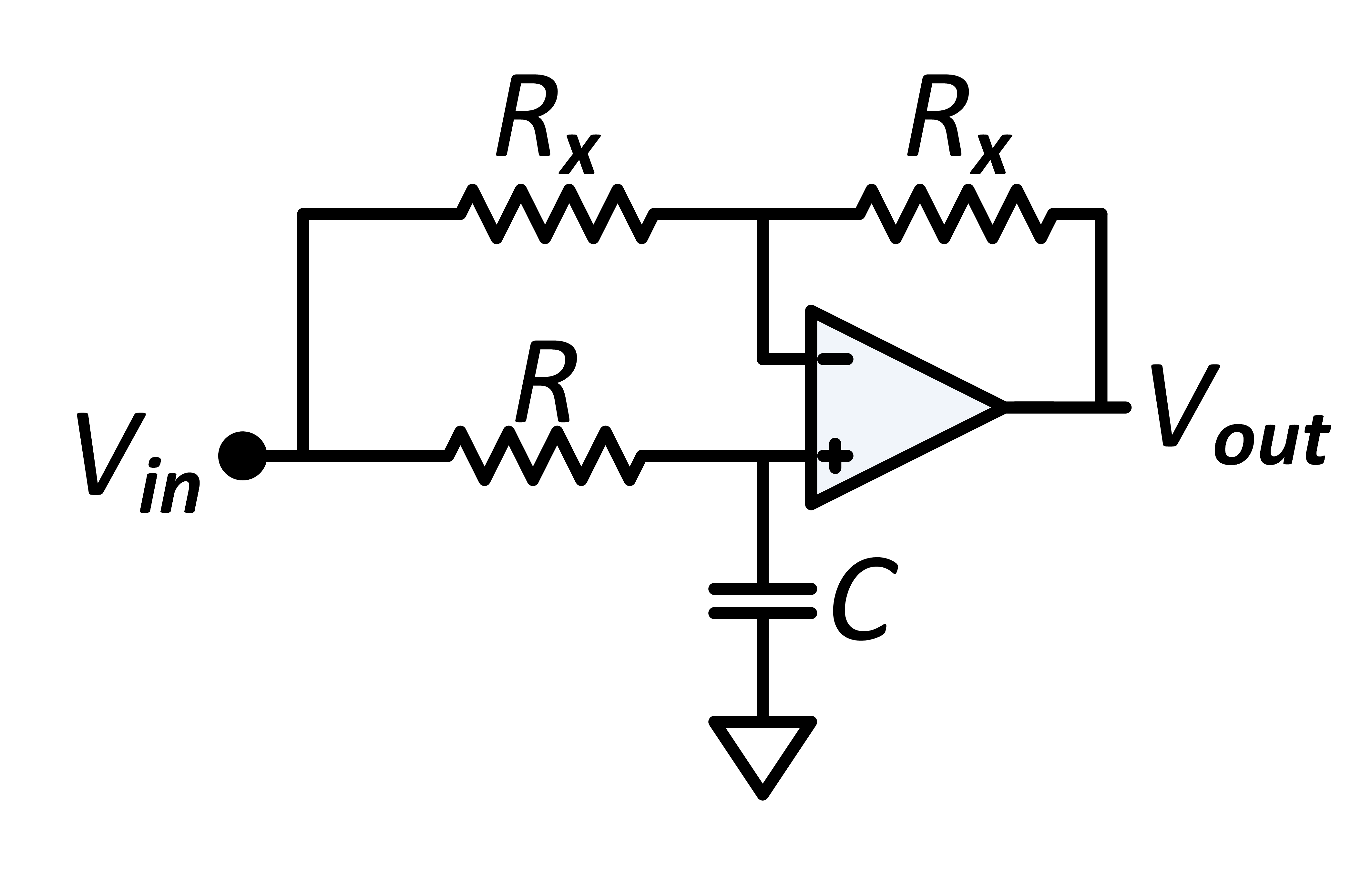
一個由運算放大器以及低通濾波器實作的全通濾波器

右圖所示之運算放大器電路為一單極點主動全通濾波器之實作方式，其非反向輸入端為一低通濾波器。該全通濾波器之遞移函數可表示為
{\displaystyle H(s)=-{\frac {s-{\frac {1}{RC}}}{s+{\frac {1}{RC}}}}={\frac {1-sRC}{1+sRC}}\,}
其中{\displaystyle H(s)}位於{\displaystyle -1/RC}處有一極點、位於{\displaystyle 1/RC}處有一零點（亦即其極點與零點相對於複數平面上的虛數軸彼此互為鏡射點）。對於某角頻率{\displaystyle \omega }而言，{\displaystyle H(i\omega )}的振幅和相位分別為
{\displaystyle |H(i\omega )|=1\quad {\text{及}}\quad \angle H(i\omega )=-2\arctan(\omega RC)\,}
此濾波器之增益響應對於所有角頻率{\displaystyle \omega }而言皆為單位增益（即增益值為1）。其輸出訊號在不同頻率下有不同的相位延遲，且當{\displaystyle \omega =1/RC}（即相位偏移為90°）時，濾波器之輸入與輸出訊號將恰好互為正交分量。
這項實作方法乃是透過運算放大器之非反向輸入端的低通濾波器產生相位偏移和負回饋。
- 在高頻率下，電路中的電容器為短路，故等同於一具有單位增益之反相放大器（即相位偏移為180°）。
- 在低頻率及直流下，電路中的電容器為開路，故等同於一具有單位增益之電壓隨耦器（即無相位偏移）。
- 在低通濾波器之截止頻率{\displaystyle \omega =1/RC}（即輸入訊號之頻率為{\displaystyle 1/2\pi RC}）下，電路將產生一90°之相位偏移，即輸入與輸出訊號間互為正交分量，而輸出訊號恰為輸入訊號延遲四分之一週期後的結果。

事實上，透過此方法實作的全通濾波器之相位偏移恰好為非反向輸入端之低通濾波器的兩倍。

##### 純延遲之帕德近似解釋
純延遲（pure delay）之拉普拉斯轉換結果為
{\displaystyle e^{-sT}}
其中{\displaystyle T}為延遲時間（秒）、{\displaystyle s\in \mathbb {C} }為複數頻率。此式可由帕德近似法近似為
{\displaystyle e^{-sT}={\frac {e^{-sT/2}}{e^{sT/2}}}\approx {\frac {1-sT/2}{1+sT/2}}}
其中最後一步可透過將分子及分母的一階泰勒級數展開得到。若將{\displaystyle RC}之值設為{\displaystyle T/2}，即可得到前述的{\displaystyle H(s)}。

#### 高通濾波器實作

一個由運算放大器以及高通濾波器實作的全通濾波器

右圖所示之運算放大器電路為一單極點主動全通濾波器之實作方式，其非反向輸入端為一高通濾波器。該全通濾波器之遞移函數可表示為
{\displaystyle H(s)={\frac {s-{\frac {1}{RC}}}{s+{\frac {1}{RC}}}}\,}
其中{\displaystyle H(s)}位於{\displaystyle -1/RC}處有一極點、位於{\displaystyle 1/RC}處有一零點（亦即其極點與零點相對於複數平面上的虛數軸彼此互為鏡射點）。對於某角頻率{\displaystyle \omega }而言，{\displaystyle H(i\omega )}的振幅和相位分別為
{\displaystyle |H(i\omega )|=1\quad {\text{及}}\quad \angle H(i\omega )=\pi -2\arctan(\omega RC)\,}
此濾波器之增益響應對於所有角頻率{\displaystyle \omega }而言皆為單位增益（即增益值為1）。其輸出訊號在不同頻率下有不同的相位延遲，且當{\displaystyle \omega =1/RC}（即相位偏移為90°）時，濾波器之輸入與輸出訊號將恰好互為正交分量。
這項實作方法乃是透過運算放大器之非反向輸入端的高通濾波器產生相位偏移和負回饋。
- 在高頻率下，電路中的電容器為短路，故等同於一具有單位增益之電壓隨耦器（即無相位偏移）。
- 在低頻率及直流下，電路中的電容器為開路，故等同於一具有單位增益之反相放大器（即相位偏移為180°）。
- 在低通濾波器之截止頻率{\displaystyle \omega =1/RC}（即輸入訊號之頻率為{\displaystyle 1/2\pi RC}）下，電路將產生一90°之相位偏移，即輸入與輸出訊號間互為正交分量，而輸入訊號恰為輸出訊號延遲四分之一週期後的結果。

事實上，透過此方法實作的全通濾波器之相位偏移恰好為非反向輸入端之高通濾波器的兩倍。

#### 可控電壓實作
以上實作方法中的電阻皆可替換為歐姆模式（亦稱線性模式）下的場效電晶體，如此一來便成為可由電壓調控的相位偏移器，其中電晶體閘極處的電壓高低將可控制相位偏移的大小。在電子音樂中，相位效果器一般由二、四或六個由此法實作之可控電壓相位偏移器串聯而成，並與原始訊號加總後輸出。此外，低頻振盪器則常用於控制此類相位效果器的電壓值，以產生特殊音效。

### 類比被動元件法
使用前述如運算放大器之主動元件法實作全通濾波器的好處之一乃是不須用到在積體電路設計中成本較高且體積龐大的電感器。在電感器較易取得且無體積限制考量的應用情況下，吾人也可在完全不使用到主動元件的情況下實作全通濾波器。目前已有數個電路布局可實作全通濾波器，其中較常見者舉例如下。

#### 格狀濾波器

一個由格狀電路實作的全通濾波器

格狀相位等化器，又稱為格狀濾波器，是由類似晶格狀或橋形電路所組成的濾波器。此種實作方法可以單元件分支電路產生最多180°的相位偏移、或以共振分支產生最多360°的相位偏移。此種濾波器即是定電阻電路的一種（即其影像阻抗在各頻率下皆為定值）。

#### T-節濾波器
以T-節形電路實作的相位等化器即是前述格狀濾波器的非平衡版本，兩者之相位響應完全相同。它的電路與一般的低通濾波器外觀相似，差別在於其中的兩個電容器分支彼此間有耦合；這使得兩個電容器起到變壓器效應，且即使在高頻率下也能夠得到全通的響應。

#### 橋接T形濾波器
橋接T形電路常應用於延遲等化，特別是用於處理兩條固網之間的差分延遲以提供立體聲的廣播訊號。此應用要求濾波器在較廣的頻率範圍下須有線性相位響應（即群延遲為定值），也因此橋接T形電路較常被選用。

### 數位法
一個位於{\displaystyle z_{0}}有複數極點的全通濾波器可由下式的Z轉換實作：
{\displaystyle H(z)={\frac {z^{-1}-{\overline {z_{0}}}}{1-z_{0}z^{-1}}}\ }
上式於{\displaystyle 1/{\overline {z_{0}}}}有一零點，其中{\displaystyle {\overline {z}}}代表{\displaystyle z}之共軛複數。它的極點和零點所在的角度相同，但振幅互為倒數（亦即它們相對於複數平面上之單位圓圓周恰為反射點）。在{\displaystyle z_{0}}為給定的情況下，上述這對極點和零點可以在複數平面上旋轉至任意角度，而其振幅響應的全通特性仍然不變。該對點的位置則決定出現相位偏移的頻率值。
如欲以實係數實作全通濾波器，則可將兩個複係數之全通濾波器串聯，並將其一之 {\displaystyle z_{0}}替換為 {\displaystyle {\overline {z_{0}}}}。如此一來，串連後之Z轉換為：
{\displaystyle H(z)={\frac {z^{-1}-{\overline {z_{0}}}}{1-z_{0}z^{-1}}}\times {\frac {z^{-1}-z_{0}}{1-{\overline {z_{0}}}z^{-1}}}={\frac {z^{-2}-2\Re (z_{0})z^{-1}+\left|{z_{0}}\right|^{2}}{1-2\Re (z_{0})z^{-1}+\left|z_{0}\right|^{2}z^{-2}}}\ }
等同於如下的微分方程式：
{\displaystyle y[k]-2\Re (z_{0})y[k-1]+\left|z_{0}\right|^{2}y[k-2]=x[k-2]-2\Re (z_{0})x[k-1]+\left|z_{0}\right|^{2}x[k]\,}
其中{\displaystyle y[k]}和{\displaystyle x[k]}分別代表在時間點{\displaystyle k}下的輸出和輸入訊號值。
如上的濾波器可和不穩定或混合相位濾波器彼此串聯，以轉換為穩定或最小相位濾波器，且過程中不會更動整個系統的振幅響應。舉例而言，在選擇一個合適的{\displaystyle z_{0}}後，一個不穩定系統中的極點若位於單位圓之外，則會被消除並反射至單位圓內。

## 外部連結
- JOS@Stanford on all-pass filters（页面存档备份，存于）
- ECE 209 Phase-Shifter Circuit（页面存档备份，存于）